# Ilattia renalis
Ilattia renalis là một loài bướm đêm trong họ Noctuidae.